# Frank Williams Racing Cars
A Frank Williams Racing Cars brit Formula–1-es csapat és konstruktőr volt 1969 és 1976 között. A csapatot Frank Williams alapította 1969-ben, aki 1977-ben lemondott a tulajdonjogáról, és inkább egy fiatal mérnökkel, Patrick Head-del állt össze. A Williams-Head szövetség pedig a Formula–1 egyik legsikeresebb csapatát hozta létre, a Williams Grand Prix Engineering-et.

## Története

### A kezdetek
A húszas évei közepén járó Formula–3-as versenyző, felismerte, hogy pilótaként nem viheti sokra, ezért úgy döntött, hogy inkább csapatvezetőként próbál sikereket elérni az autósportban. 1966-ban megalapította a Frank Williams Racing Cars céget, majd Piers Courage mellett Tony Trimmerrel a volánnál el is indultak az autói a Formula–3-as és Formula–2-es versenyeken, míg végül 1969-ben egy Brabhammal, ami ugyancsak Courage vezetett, a Williams istálló megérkezett a Formula–1 világába is. Frank tehát 1969-ben-ben próbálkozott először a csapatalapítással, de még öt évnek kellett eltelnie ahhoz, hogy egy versenyautó a nevét viselhesse a Formula–1-ben.
1969-ben már a Formula–2-es Európa-bajnokságban szerepelt a Williams-Courage páros, ahol az akkor 26 esztendős Courage futamot is tudott nyerni. A csapatvezető ezt követően vásárolt egy Formula–1-es autót Jack Brabhamtől, állítása szerint azért, hogy F5000-es géppé alakítva a Tasman Seriesben versenyeztesse azt. A BT26-os azonban, Brabham legnagyobb meglepetésére a következő év elején a riválisok közt tűnt fel, Williams ugyanis a Formula–1-be nevezte be az autót, természetesen Courage-t ültetve a volán mögé.

### A Formula–1-ben

#### 1969-1972

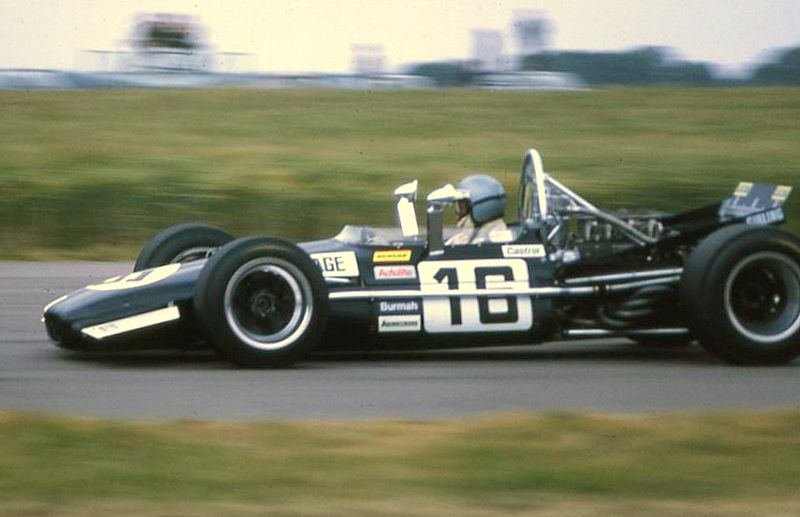
Courage a Brabham BT26 volánja mögött

Az első versenyt Spanyolországban Piers Courage motorhiba miatt nem tudta befejezni. Az ezt követő monte-carlói futamon már a dobogón ünnepelhetett a brit versenyző, miután Graham Hill mögött a második helyet szerezte meg. A következő két futamon kiesett, majd a Brit Nagydíjon az 5. helyen végzett. Ezt az Olasz Nagydíjon megismételte. Watkins Glenben is sikerült megismételnie a monte-carlói bravúrt. Ami az egyéni bajnokság hetedik helyét jelentette Courage számára úgy is, hogy futamai felén nem tudott célba érni. A két második hely ráadásul a Brabham konstruktőri ezüstérméhez is kellett.
A következő évben a Frank Williams Racing Cars már az olasz De Tomaso cég által épített, Gian Paolo Dallara-tervezte autóval állt rajthoz. A szezon azonban katasztrofálisan alakult, az első négy futam számos nehézségét követően az ötödiken bekövetkezett a tragédia. Piers Courage Miles megelőzése után a 23. körben balesetet szenvedett, miután műszaki hiba miatt nagy sebességnél felborult, a versenyzőt fejen találta egy kerék, a De Tomaso pedig porrá égett. Courage nem tudott kiszabadulni a kigyulladt autóból, 19 napon belül ő volt a második Formula–1-es versenyző, aki meghalt.

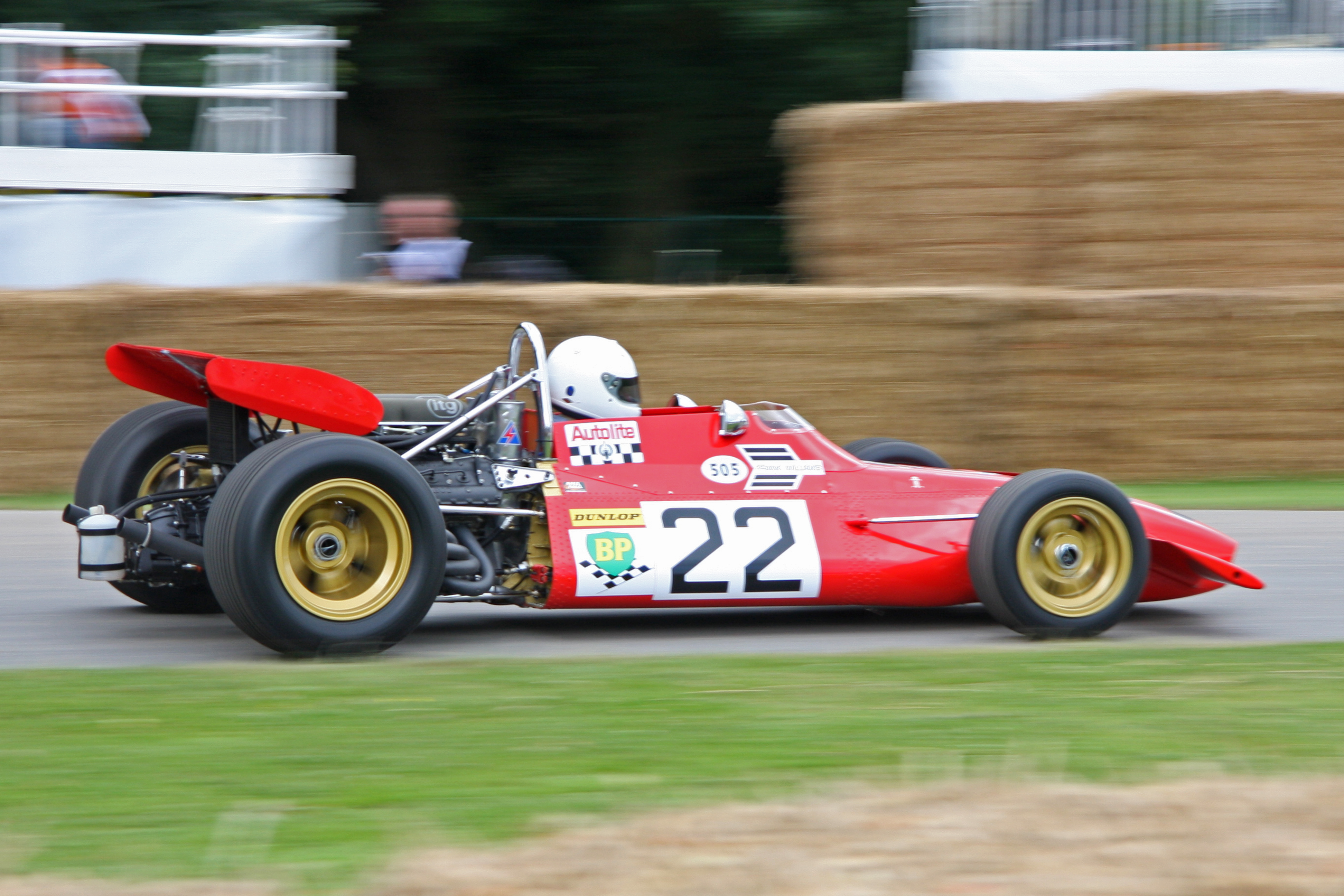
A De Tomaso Tipo 505-ös versenyautó

Williamst lesújtotta a tragédia, hiszen nemcsak versenyzőjét, hanem egyúttal egyik legközelebbi barátját vesztette el azon a délutánon. Ahogy az Colin Chapmannel is történt Jim Clark halálát követően, Courage balesete után Frank Williams sem akart egyetlen versenyzőjéhez sem igazán közel kerülni. A csapat viszont folytatta, a Francia Nagydíj kihagyása után két hétvégén Brian Redman, ezt követően pedig az ausztrál Tim Schenken vezette a De Tomasót, de értékelhető célba érést nem tudott felmutatni az istálló.
1971-ben a March 701-es és 711-es autókat használt a csapat, amiket Henri Pescarolo vezetett a szezonban és egy alkalommal Max Jean is beülhetett az egyik versenyautóba. A szezont jelentős sikerek nélkül teljesítették, de Silverstone-ban Pescarolo a 4 helyen ért célba. Ausztriában pedig a 6. pozícióban ért célba. A következő szezonban is a March, valamint egy rövid ideig az olasz játékgyártó, a Politoys nevét viselő saját karosszériát használta a csapat. Henri Pescarolo mellé érkezett Carlos Pace a szezonra. A francia pilóta nem szerzett a szezonban pontot. Csapattársa azonban a spanyol versenyen a 6. helyen intették le, amivel karrierje első szezonjában megszerezte első pontjait. Két futammal később Belgiumban ismét pontot szerzett, az 5. helyen ért célba.

#### Konstruktőrként

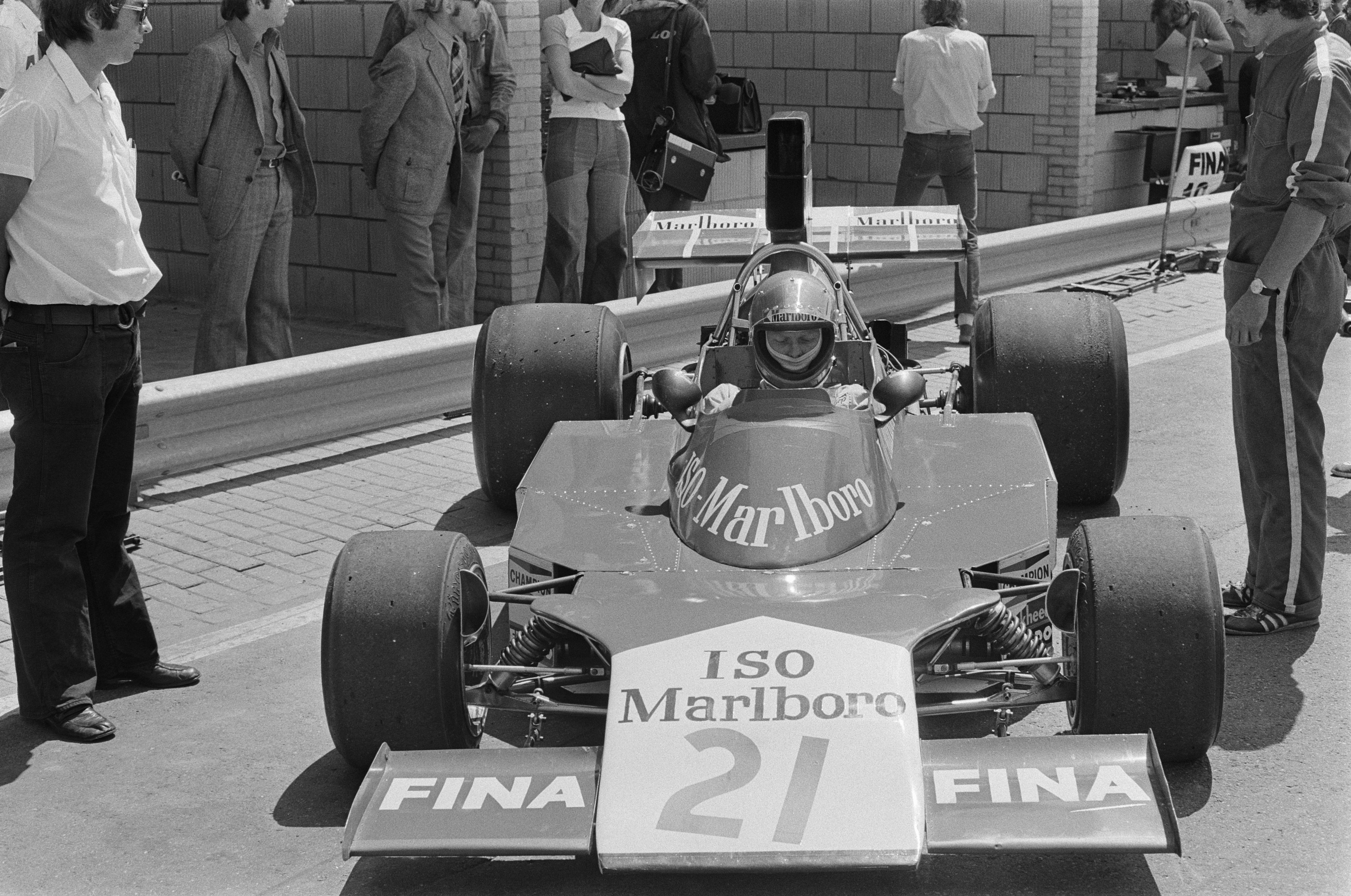
Van Lennep az 1974-es Holland nagydíjon

1973-ban aztán az olasz Iso sportautógyár és a Marlboro támogatásával immár konstruktőrként neveztek be a bajnokságba az előző évi saját fejlesztésű FX3 javított változatával. Az egyik autót egész évben az új-zélandi Howden Ganley vezette, míg a másikban összesen nyolc versenyző fordult meg, de közülük pontot csak a holland Gijs van Lennep szerzett. A Holland nagydíjon Lennep a 6. lett, ezzel karrierje első pontját szerezte meg. Kanadában a Formula–1 első olyan versenye volt, melyen pályára küldték a biztonsági autót, Howden Ganley-t az eredmények összekavarodása miatt győztesnek tartották egy rövid ideig, de végül helyreállt a rend, s a hatodik helyen rangsorolták. A konstruktőri bajnokságban a 10. helyen végeztek a 12-ből a megszerzett két világbajnoki pontjukkal. 1974-ben Arturo Merzario volt az egyetlen olyan pilóta aki a szezon összes versenyén indult, kivéve Monacóban egészségi problémák miatt volt kihagyni a futamot. Továbbá az olasz pilótán kívül még öt versenyzőtársa indult futamokon, közülük a francia Jacques Laffite indult a legtöbbször. Dél-Afrikában Merzario a 3. helyről rajtolhatott, majd hamar hátrébb esett, de végül a 6. pontszerző helyen fejezte be a futamot a korábbi Ferrari pilóta. Hazai versenyén a 15. helyről a 4. helyen fejezte be a futamot.
Az 1975-ös szezon előtt az Iso és a Marlboro támogatása nélkül kezdhették meg a szezont, amelyben a csapat összesen tíz pilótát indított a futamok valamelyikén. A legnagyobb sikert a francia Jacques Laffite váratlan németországi második helye jelentette, ami egyúttal az anyagi nehézségekre is megoldást jelentett, átmenetileg. Az állandó pénzzavarral küzdő Williamsnek az elkövetkező években számtalan üzleti partnere volt, és bizony nem mindegyik társulás bizonyult sikeresnek. 1976-ban aztán új partner bukkant fel a kanadai olajmilliárdos, Walter Wolf személyében, aki többségi tulajdonos lett a csapatban, és bár Williamst meghagyta vezető pozíciójában, a saját építésű autó mellé szerzett egy előző évi Hesketh 308C-t, melyet FW05 néven versenyeztettek. Az eredmények azonban egyik autóval sem voltak valami fényesek, a csapat nyolc versenyzője egyetlen pontszerzésig sem jutott, a fénypontot a korábban szebb napokat látott Jacky Ickx spanyolországi hetedik helye jelentette.

### Williams távozása – A vég
Az 1976-os szezon végén Wolf úgy döntött, hogy átalakítja a csapatot, melyet saját neve alatt futtatott tovább Walter Wolf Racing néven. A vezető pozícióból leváltott Williams a távozás mellett döntött, s vitte magával Patrick Headet is, akivel még abban az évben megalapították a Williams Grand Prix Engineeringet. Bár kezdetben úgy tűnt, hogy a Wolfé lesz a sikertörténet, hiszen Jody Scheckter a csapat első futamán győzni tudott, s bajnoki ezüstérmes lett az istállóval, az újonnan alapított Williams csapat 1980-ra felért a Formula–1 csúcsára, s az 1997-ig tartó tizennyolc éves periódus konstruktőri bajnokságainak felét megnyerte, emellett hét versenyzővel egyéni győzelmet is ünnepelhetett.

## Eredményei

### A Williams Racing Formula–1-es eredménysorozata
| Év   | Kasztni                               | Motor                    | Gumik | Versenyzők            | #  | 1   | 2   | 3   | 4   | 5   | 6   | 7   | 8   | 9   | 10  | 11  | 12  | 13  | 14  | 15  | 16  | Pont | Helyezés |
| ---- | ------------------------------------- | ------------------------ | ----- | --------------------- | -- | --- | --- | --- | --- | --- | --- | --- | --- | --- | --- | --- | --- | --- | --- | --- | --- | ---- | -------- |
| 1969 | Brabham BT26A                         | Ford Cosworth DFV 3.0 V8 | D     |                       |    | RSA | ESP | MON | NED | FRA | GBR | GER | ITA | CAN | USA | MEX |     |     |     |     |     | n/a  | n/a      |
| 1969 | Brabham BT26A                         | Ford Cosworth DFV 3.0 V8 | D     | Piers Courage         |    |     | Ki  | 2   | Ki  | Ki  | 5   | Ki  | 5   | Ki  | 2   | 10  |     |     |     |     |     | n/a  | n/a      |
| 1970 | De Tomaso 505                         | Ford Cosworth DFV 3.0 V8 | D     |                       |    | RSA | ESP | MON | BEL | NED | FRA | GBR | GER | AUT | ITA | CAN | USA | MEX |     |     |     | n/a  | n/a      |
| 1970 | De Tomaso 505                         | Ford Cosworth DFV 3.0 V8 | D     | Piers Courage         |    | Ki  | DNS | NC  | Ki  | Ki  |     |     |     |     |     |     |     |     |     |     |     | n/a  | n/a      |
| 1970 | De Tomaso 505                         | Ford Cosworth DFV 3.0 V8 | D     | Brian Redman          |    |     |     |     |     |     |     | DNS | DNQ |     |     |     |     |     |     |     |     | n/a  | n/a      |
| 1970 | De Tomaso 505                         | Ford Cosworth DFV 3.0 V8 | D     | Tim Schenken          |    |     |     |     |     |     |     |     |     | Ki  | Ki  | NC  | Ki  |     |     |     |     | n/a  | n/a      |
| 1971 | March 701 March 711                   | Ford Cosworth DFV 3.0 V8 | F     |                       |    | RSA | ESP | MON | NED | FRA | GBR | GER | AUT | ITA | CAN | USA |     |     |     |     |     | n/a  | n/a      |
| 1971 | March 701 March 711                   | Ford Cosworth DFV 3.0 V8 | F     | Henri Pescarolo       |    | 11  | Ki  | 8   | NC  | Ki  | 4   | Ki  | 6   | Ki  | DNS | Ki  |     |     |     |     |     | n/a  | n/a      |
| 1971 | March 701 March 711                   | Ford Cosworth DFV 3.0 V8 | F     | Max Jean              |    |     |     |     |     | NC  |     |     |     |     |     |     |     |     |     |     |     | n/a  | n/a      |
| 1972 | March 711 March 721 Politoys FX3      | Ford Cosworth DFV 3.0 V8 | G     |                       |    | ARG | RSA | ESP | MON | BEL | FRA | GBR | GER | AUT | ITA | CAN | USA |     |     |     |     | n/a  | n/a      |
| 1972 | March 711 March 721 Politoys FX3      | Ford Cosworth DFV 3.0 V8 | G     | Carlos Pace           |    |     | 17  | 6   | 17  | 5   | Ki  | Ki  | NC  | NC  | Ki  | 9   | Ki  |     |     |     |     | n/a  | n/a      |
| 1972 | March 711 March 721 Politoys FX3      | Ford Cosworth DFV 3.0 V8 | G     | Henri Pescarolo       |    | 8   | 11  | 11  | Ki  | NC  | DNS | Ki  | Ki  | DNS | DNQ | 13  | 14  |     |     |     |     | n/a  | n/a      |
| 1973 | Iso-Marlboro FX3B Iso-Marlboro IR     | Ford Cosworth DFV 3.0 V8 | F     |                       |    | ARG | BRA | RSA | ESP | BEL | MON | SWE | FRA | GBR | NED | GER | AUT | ITA | CAN | USA |     | 10.  | 2        |
| 1973 | Iso-Marlboro FX3B Iso-Marlboro IR     | Ford Cosworth DFV 3.0 V8 | F     | Howden Ganley         |    | NC  | 7   | 10  | Ki  | Ki  | Ki  | 11  | 14  | 9   | 9   | DNS | NC  | NC  | 6   | 12  |     | 10.  | 2        |
| 1973 | Iso-Marlboro FX3B Iso-Marlboro IR     | Ford Cosworth DFV 3.0 V8 | F     | Nanni Galli           |    | Ki  | 9   |     | 11  | Ki  | Ki  |     |     |     |     |     |     |     |     |     |     | 10.  | 2        |
| 1973 | Iso-Marlboro FX3B Iso-Marlboro IR     | Ford Cosworth DFV 3.0 V8 | F     | Jackie Pretorius      |    |     |     | Ki  |     |     |     |     |     |     |     |     |     |     |     |     |     | 10.  | 2        |
| 1973 | Iso-Marlboro FX3B Iso-Marlboro IR     | Ford Cosworth DFV 3.0 V8 | F     | Tom Belsø             |    |     |     |     |     |     |     | DNS |     |     |     |     |     |     |     |     |     | 10.  | 2        |
| 1973 | Iso-Marlboro FX3B Iso-Marlboro IR     | Ford Cosworth DFV 3.0 V8 | F     | Henri Pescarolo       |    |     |     |     |     |     |     |     | Ki  |     |     | 10  |     |     |     |     |     | 10.  | 2        |
| 1973 | Iso-Marlboro FX3B Iso-Marlboro IR     | Ford Cosworth DFV 3.0 V8 | F     | Graham McRae          |    |     |     |     |     |     |     |     |     | Ki  |     |     |     |     |     |     |     | 10.  | 2        |
| 1973 | Iso-Marlboro FX3B Iso-Marlboro IR     | Ford Cosworth DFV 3.0 V8 | F     | Gijs van Lennep       |    |     |     |     |     |     |     |     |     |     | 6   |     | 9   | Ki  |     |     |     | 10.  | 2        |
| 1973 | Iso-Marlboro FX3B Iso-Marlboro IR     | Ford Cosworth DFV 3.0 V8 | F     | Tim Schenken          |    |     |     |     |     |     |     |     |     |     |     |     |     |     | 14  |     |     | 10.  | 2        |
| 1973 | Iso-Marlboro FX3B Iso-Marlboro IR     | Ford Cosworth DFV 3.0 V8 | F     | Jacky Ickx            |    |     |     |     |     |     |     |     |     |     |     |     |     |     |     | 7   |     | 10.  | 2        |
| 1974 | Iso-Marlboro FW                       | Ford Cosworth DFV 3.0 V8 | F     |                       |    | ARG | BRA | RSA | ESP | BEL | MON | SWE | NED | FRA | GBR | GER | AUT | ITA | CAN | USA |     | 10.  | 4        |
| 1974 | Iso-Marlboro FW                       | Ford Cosworth DFV 3.0 V8 | F     | Arturo Merzario       | 20 | Ki  | Ki  | 6   | Ki  | Ki  | Ki  |     | Ki  | 9   | Ki  | Ki  | Ki  | 4   | Ki  | Ki  |     | 10.  | 4        |
| 1974 | Iso-Marlboro FW                       | Ford Cosworth DFV 3.0 V8 | F     | Richard Robarts       | 20 |     |     |     |     |     |     | DNS |     |     |     |     |     |     |     |     |     | 10.  | 4        |
| 1974 | Iso-Marlboro FW                       | Ford Cosworth DFV 3.0 V8 | F     | Tom Belsø             | 21 |     |     | Ki  | DNQ |     |     | 8   |     |     | DNQ |     |     |     |     |     |     | 10.  | 4        |
| 1974 | Iso-Marlboro FW                       | Ford Cosworth DFV 3.0 V8 | F     | Gijs van Lennep       | 21 |     |     |     |     | 14  |     |     | DNQ |     |     |     |     |     |     |     |     | 10.  | 4        |
| 1974 | Iso-Marlboro FW                       | Ford Cosworth DFV 3.0 V8 | F     | Jean-Pierre Jabouille | 21 |     |     |     |     |     |     |     |     | DNQ |     |     |     |     |     |     |     | 10.  | 4        |
| 1974 | Iso-Marlboro FW                       | Ford Cosworth DFV 3.0 V8 | F     | Jacques Laffite       | 21 |     |     |     |     |     |     |     |     |     |     | Ki  | NC  | Ki  | 15  | Ki  |     | 10.  | 4        |
| 1975 | Williams FW Williams FW04             | Ford Cosworth DFV 3.0 V8 | G     |                       |    | ARG | BRA | RSA | ESP | MON | BEL | SWE | NED | FRA | GBR | GER | AUT | ITA | USA |     |     | 9.   | 6        |
| 1975 | Williams FW Williams FW04             | Ford Cosworth DFV 3.0 V8 | G     | Arturo Merzario       | 20 | NC  | Ki  | Ki  | Ki  | DNQ | Ki  |     |     |     |     |     |     |     |     |     |     | 9.   | 6        |
| 1975 | Williams FW Williams FW04             | Ford Cosworth DFV 3.0 V8 | G     | Damien Magee          | 20 |     |     |     |     |     |     | 14  |     |     |     |     |     |     |     |     |     | 9.   | 6        |
| 1975 | Williams FW Williams FW04             | Ford Cosworth DFV 3.0 V8 | G     | François Migault      | 20 |     |     |     |     |     |     |     |     | DNS |     |     |     |     |     |     |     | 9.   | 6        |
| 1975 | Williams FW Williams FW04             | Ford Cosworth DFV 3.0 V8 | G     | Ian Ashley            | 20 |     |     |     |     |     |     |     |     |     |     | DNS |     |     |     |     |     | 9.   | 6        |
| 1975 | Williams FW Williams FW04             | Ford Cosworth DFV 3.0 V8 | G     | Jo Vonlanthen         | 20 |     |     |     |     |     |     |     |     |     |     |     | Ki  |     |     |     |     | 9.   | 6        |
| 1975 | Williams FW Williams FW04             | Ford Cosworth DFV 3.0 V8 | G     | Renzo Zorzi           | 20 |     |     |     |     |     |     |     |     |     |     |     |     | 14  |     |     |     | 9.   | 6        |
| 1975 | Williams FW Williams FW04             | Ford Cosworth DFV 3.0 V8 | G     | Lella Lombardi        | 20 |     |     |     |     |     |     |     |     |     |     |     |     |     | DNS |     |     | 9.   | 6        |
| 1975 | Williams FW Williams FW04             | Ford Cosworth DFV 3.0 V8 | G     | Ian Scheckter         | 20 |     |     |     |     |     |     |     | 12  |     |     |     |     |     |     |     |     | 9.   | 6        |
| 1975 | Williams FW Williams FW04             | Ford Cosworth DFV 3.0 V8 | G     | Ian Scheckter         | 21 |     |     |     |     |     |     | Ki  |     |     |     |     |     |     |     |     |     | 9.   | 6        |
| 1975 | Williams FW Williams FW04             | Ford Cosworth DFV 3.0 V8 | G     | Jacques Laffite       | 21 | Ki  | 11  | NC  |     | DNQ | Ki  |     | Ki  | 11  | Ki  | 2   | Ki  | Ki  | DNS |     |     | 9.   | 6        |
| 1975 | Williams FW Williams FW04             | Ford Cosworth DFV 3.0 V8 | G     | Tony Brise            | 21 |     |     |     | 7   |     |     |     |     |     |     |     |     |     |     |     |     | 9.   | 6        |
| 1976 | Wolf-Williams FW04 Wolf-Williams FW05 | Ford Cosworth DFV 3.0 V8 | G     |                       |    | BRA | RSA | USW | ESP | BEL | MON | SWE | FRA | GBR | GER | AUT | NED | ITA | CAN | USA | JPN | —    | 0        |
| 1976 | Wolf-Williams FW04 Wolf-Williams FW05 | Ford Cosworth DFV 3.0 V8 | G     | Jacky Ickx            | 20 | 8   | 16  | DNQ | 7   | DNQ | DNQ |     | 10  | DNQ |     |     |     |     |     |     |     | —    | 0        |
| 1976 | Wolf-Williams FW04 Wolf-Williams FW05 | Ford Cosworth DFV 3.0 V8 | G     | Arturo Merzario       | 20 |     |     |     |     |     |     |     |     |     | Ki  | Ki  | Ki  | DNS | Ki  | Ki  | Ki  | —    | 0        |
| 1976 | Wolf-Williams FW04 Wolf-Williams FW05 | Ford Cosworth DFV 3.0 V8 | G     | Renzo Zorzi           | 21 | 9   |     |     |     |     |     |     |     |     |     |     |     |     |     |     |     | —    | 0        |
| 1976 | Wolf-Williams FW04 Wolf-Williams FW05 | Ford Cosworth DFV 3.0 V8 | G     | Michel Leclère        | 21 |     | 13  | DNQ | 10  | 11  | 11  | Ki  | 13  |     |     |     |     |     |     |     |     | —    | 0        |
| 1976 | Wolf-Williams FW04 Wolf-Williams FW05 | Ford Cosworth DFV 3.0 V8 | G     | Chris Amon            | 21 |     |     |     |     |     |     |     |     |     |     |     |     |     | DNS |     |     | —    | 0        |
| 1976 | Wolf-Williams FW04 Wolf-Williams FW05 | Ford Cosworth DFV 3.0 V8 | G     | Warwick Brown         | 21 |     |     |     |     |     |     |     |     |     |     |     |     |     |     | 14  |     | —    | 0        |
| 1976 | Wolf-Williams FW04 Wolf-Williams FW05 | Ford Cosworth DFV 3.0 V8 | G     | Hans Binder           | 21 |     |     |     |     |     |     |     |     |     |     |     |     |     |     |     | Ki  | —    | 0        |
| 1976 | Wolf-Williams FW04 Wolf-Williams FW05 | Ford Cosworth DFV 3.0 V8 | G     | Emilio Zapico         | 25 |     |     |     | DNQ |     |     |     |     |     |     |     |     |     |     |     |     | —    | 0        |

## Külső hivatkozások
- A Frank Williams Racing Cars történelme